# カロル2世 (ルーマニア王)

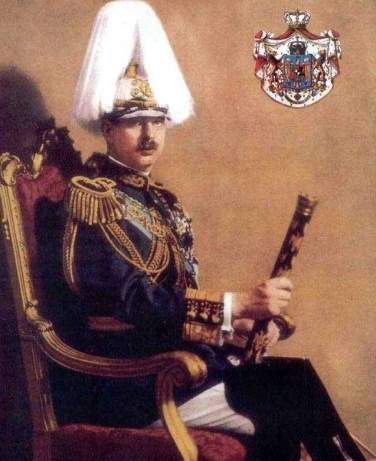
カロル2世の公式肖像画

カロル2世（ルーマニア語: Carol al II-lea、1893年10月15日 - 1953年4月4日）はルーマニアの国王（在位：1930年6月8日 - 1940年9月6日）。
1936年に発行された1000レウ紙幣の透かし部分に肖像が使用されていた。

## 生涯

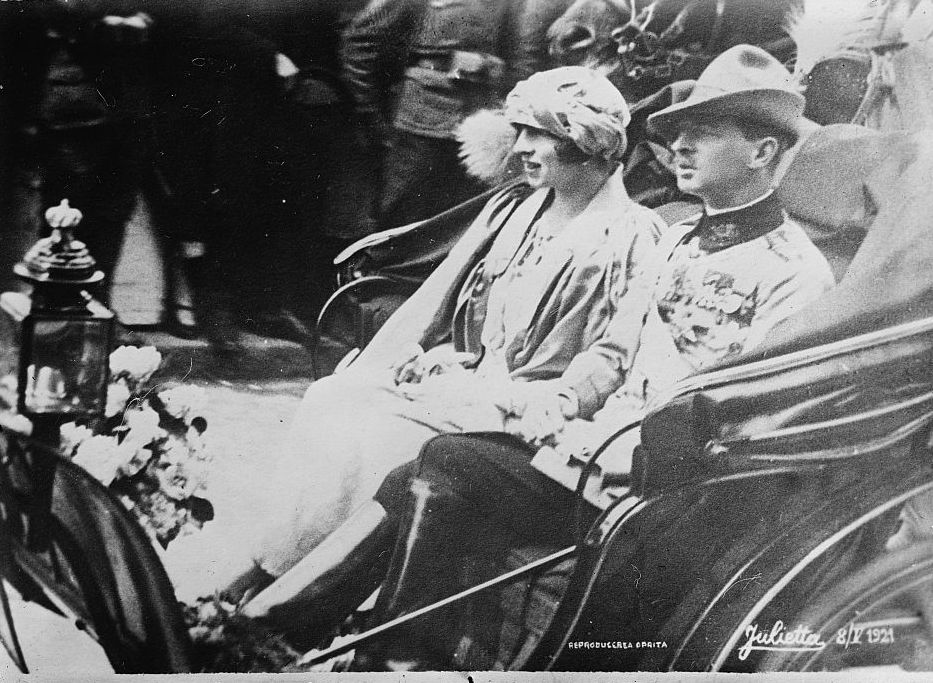
成婚後のカロルとエレナ妃（1921年）

ルーマニア国王フェルディナンド1世と、ザクセン＝コーブルク＝ゴータ公アルフレートの長女マリアの長男として、ペレシュ城で誕生した。ルーマニア正教会信徒として洗礼を受けたルーマニア王家最初の人物である。
1914年、成年に達したとされルーマニア上院議員となった。カロルはその指導者としての手腕よりも、異性関係がむしろ有名だった。1918年8月31日、オデッサでジョアンナ・マリー・ヴァレンティナ・ランブリノ（ジジ・ランブリノ）という平民女性と結婚した。この結婚は王室法に反するものだった。2人の間にはカロルという子が生まれたが、1919年のイルフォヴ裁定によって結婚は無効とされた。
1921年3月10日、アテネで又従妹（母親同士が従姉妹）のギリシャ王女エレーニ（ルーマニア語名：エレナ・ア・ロムニエイ）と結婚した。しかしこの結婚は、カロルとマグダ・ルペスクの醜聞ですぐに破綻した。ユダヤ系ルーマニア人でカトリック教徒のマグダは、ルーマニア軍士官の元妻であった。醜聞の末に、カロルは1925年12月28日に王位継承権を放棄する声明を発表、1927年7月に父フェルディナンド1世が崩御すると、エレナ王妃との間の子ミハイがミハイ1世として即位した。1928年、カロルはエレナと正式に離婚した。この頃には、カロルは別の愛人で当時まだ高校生だったマリア・マルティーニとの間に一男一女をもうけていた。これらの醜聞の数々のため、カロルは好色の君主として知られるようになった。

### 即位後
1930年6月7日、カロルは不意に帰国し、当日中に自身が国王であることを宣言した。続く10年間ルーマニアの政治に影響を及ぼした。最初に、敵対する農民党と自由党、そして反セム派を巧みに操り、すぐに（1938年1月）に自身の内閣を組閣した（国民ルネサンス前線）。そして2月27日の憲法とともに、自身の王位への最終的な権力を得た。1938年には自身を支援し続けてきた鉄衛団を活動禁止にし、指導者のコルネリウ・コドレアヌを投獄したうえで脱走未遂を口実に暗殺した。 
カロルは鉄衛団の影響が伸びるのとは反対に、自身の個人崇拝を確立しようとしていた。例えば、準軍事組織ストラジャ・ツァーリー（Straja Ţării＝国の番兵）として知られる若年層組織を1935年に立ち上げたのである。
1940年6月27日、ソビエト連邦が要求してきたベッサラビア及び北部ブコヴィナの割譲に関する最後通牒に政府とともに応諾する決定を行った。

### 亡命

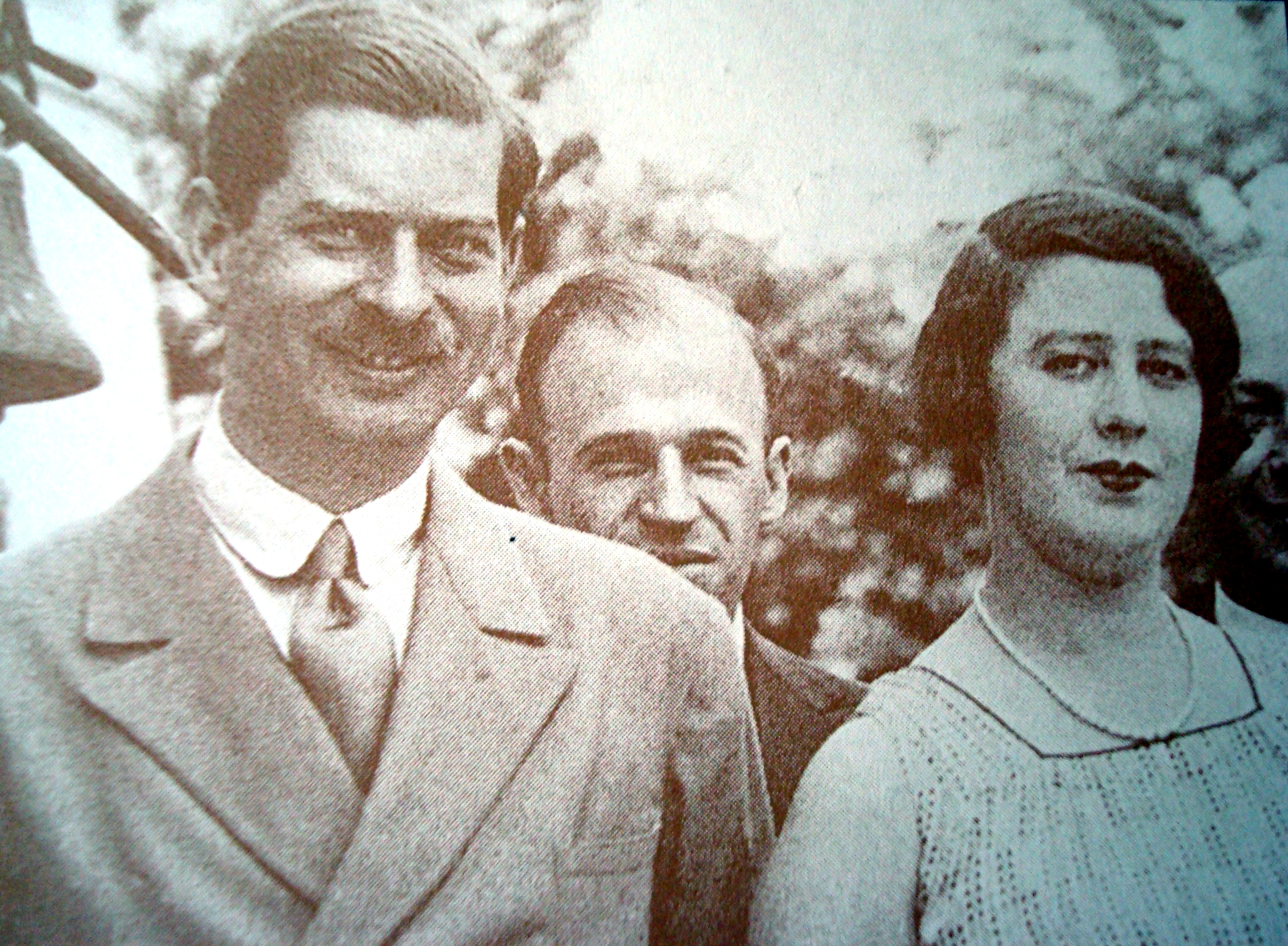
カロルとマグダ・ルペスク

ルーマニア王国の外国支配を受け入れざるを得ない降伏の圧力をソビエト、ハンガリー、ブルガリア、イタリア、ドイツから受け、彼はついに親独派の将軍イオン・アントネスクによって裏をかかれ、再びミハイ1世へ譲位し、ポルトガルへ向けて去った。
一部の人々は、ルーマニアを発つカロルが乗った列車には、王家の財宝が乗せられたと信じている。また別の人々は同じことを言ってミハイ1世を糾弾した。鉄衛団の死の部隊はカロルらの乗る列車に銃撃を浴びせたが、停車させるのに失敗した。カロルの持っていた財宝は、多くがポルトガルで売りに出され、これらを元手にカロルらは贅沢に浪費して暮らした。
1947年6月3日、カロルとマグダはリオデジャネイロで結婚した。マグダは「ホーエンツォレルン公妃」の称号を得た。カロルの余生は亡命の身のままであった。1940年にルーマニアを離れてから、彼は息子のミハイ1世と二度と会うことはなかった。ミハイが父親と再会することを拒否したのである。

### 故国への帰還
1953年、カロルはエストリルで死去し、埋葬された。2003年、カロルの亡骸はルーマニアへ返還され、クルテア・デ・アルジェシュ修道院へ再埋葬された。修道院は代々のルーマニア王が埋葬されたクルテア・デ・アルジェシュ聖堂の外にある。彼の息子たちはどちらの葬儀にも出席しなかった。ミハイ1世は、長女マルガレータとその夫ラドゥ・ドゥダを代理にたてた。ジジとの間に産まれたカロルは1940年にルーマニアへの入国が禁止され、2006年に死去するまで解かれることが無かった。

## 妻子など

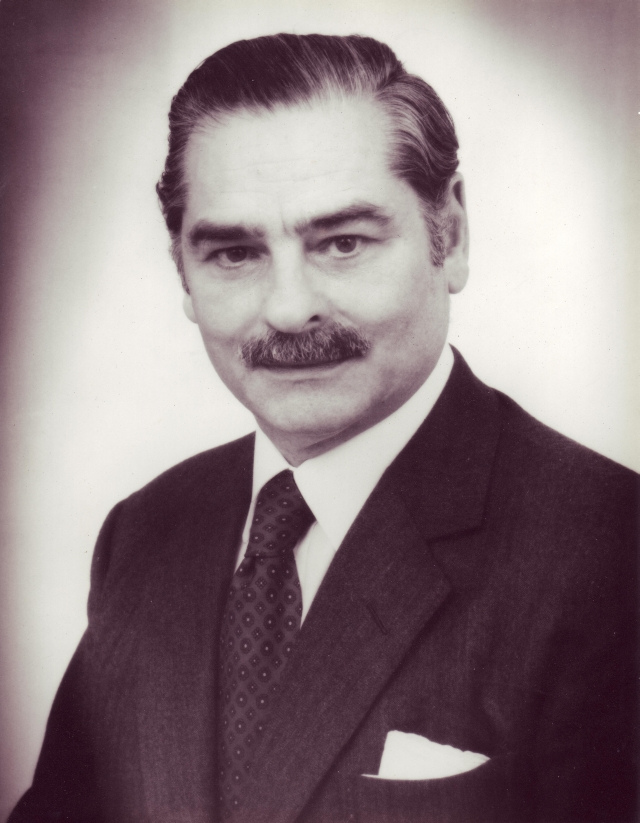
カロル・ランブリノ

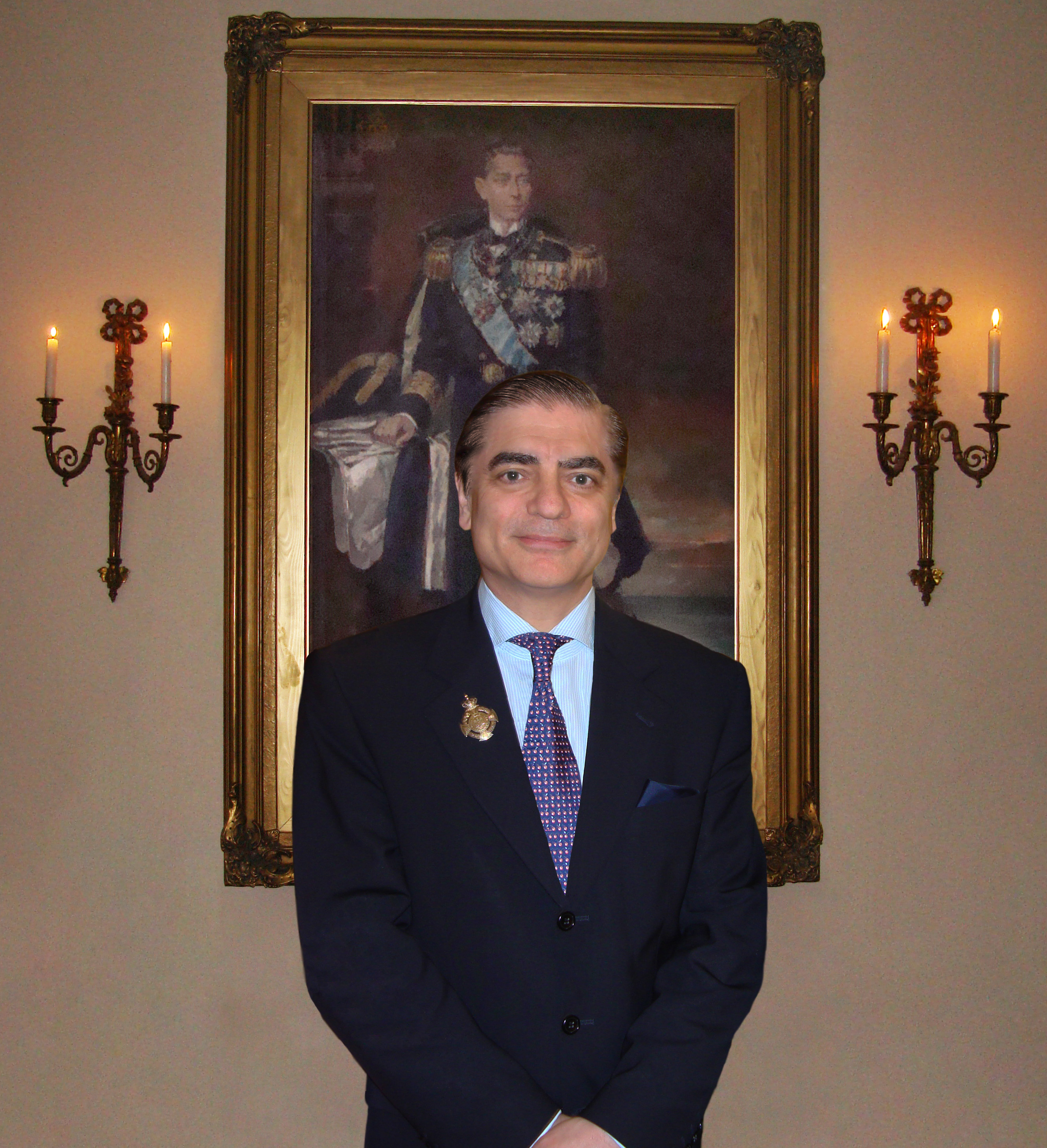
パウル・ランブリノ

- 愛人ジジ・ランブリノ（英語版）
  - カロル・ランブリノ（英語版）
    - パウル・ランブリノ（ルーマニア語版）
- 王妃エレナ・ア・ロムニエイ
  - ミハイ1世
- 愛人マリア・マルティーニ
  - 一男一女
- 愛人マグダ・ルペスク（英語版）

カロル2世の数多の女性遍歴は、現在のルーマニア王家にも暗い影を落としている。カロル2世の不倫によってエレナ妃との夫婦生活は早々に破綻し、結局ミハイ1世のみしか王位継承権を持つ男子が得られなかった。
また、庶出の孫パウル・ランブリノは、「パウル＝フィリップ・ホーエンツォレルン」を名乗り、叔父ミハイ1世の正統性を否定し、その系統とルーマニア王家家長の座を争っている。2012年2月14日、ルーマニア最高裁判所はカロル・ランブリノをカロル2世の嫡出子と確認する判決を下した。これによりカロルの子パウルは法的にルーマニア王室の一員と認められ、カロル2世の遺産相続請求権を得たことになる。